# Discografie van Lil' Kleine
Hieronder volgt de discografie van de Nederlandse rapper Lil' Kleine, met name zijn albums en zijn nummers met een notering in een hitlijst. 

## Albums
| Album                              | Verschijnen      | Label      | Hitlijsten | Hitlijsten | Hitlijsten | Hitlijsten | Opmerkingen                                                   |
| Album                              | Verschijnen      | Label      | BE (VL)    | BE (VL)    | NL         | NL         | Opmerkingen                                                   |
| Album                              | Verschijnen      | Label      | Piek       | Weken      | Piek       | Weken      | Opmerkingen                                                   |
| ---------------------------------- | ---------------- | ---------- | ---------- | ---------- | ---------- | ---------- | ------------------------------------------------------------- |
| WOP!                               | 12 februari 2016 | Top Notch  | 6          | 110        | 1 (9 wkn)  | 190        | Studioalbum / Platina in Nederland                            |
| Alleen                             | 26 mei 2017      | Top Notch  | 3          | 423*       | 1 (12 wkn) | 429*       | Studioalbum / Vijfmaal platina in Nederland en goud in België |
| Jongen van de straat               | 3 april 2020     | Top Notch  | 2          | 32         | 1 (4 wkn)  | 64         | Studioalbum / Platina in Nederland                            |
| Kleine                             | 27 april 2021    | Top Notch  | 24         | 6          | 4          | 13         | Studioalbum                                                   |
| Ibiza Stories                      | 28 januari 2022  | Top Notch  | 1 (1 wk)   | 20         | 1 (3 wkn)  | 39         | Studioalbum / Goud in Nederland                               |
| Don Julio Daddy (met Jonna Fraser) | 15 mei 2025      | Noah's Ark | —          | —          | 14         | 5          | Studioalbum                                                   |

## Nummers met hitnoteringen
| Lied                                                               | Verschijnen       | Album                               | Hitlijsten | Hitlijsten | Hitlijsten  | Hitlijsten  | Hitlijsten   | Hitlijsten   | Opmerkingen                                     |
| Lied                                                               | Verschijnen       | Album                               | BE (VL)    | BE (VL)    | NL (Top 40) | NL (Top 40) | NL (Top 100) | NL (Top 100) | Opmerkingen                                     |
| Lied                                                               | Verschijnen       | Album                               | Piek       | Weken      | Piek        | Weken       | Piek         | Weken        | Opmerkingen                                     |
| ------------------------------------------------------------------ | ----------------- | ----------------------------------- | ---------- | ---------- | ----------- | ----------- | ------------ | ------------ | ----------------------------------------------- |
| Zo verdomd alleen (met Danny de Munk)                              | 6 februari 2013   | —                                   | —          | —          | —           | —           | 73           | 1            |                                                 |
| Drank & drugs (met Ronnie Flex)                                    | 7 april 2015      | New wave (van New Wave)             | 3          | 18         | 1 (3 wkn)   | 14          | 1 (4 wkn)    | 35           | 5× Platina in Nederland en goud in België       |
| Investeren in de liefde (met SFB, Ronnie Flex en Bokoesam)         | 7 april 2015      | New wave (van New Wave)             | —          | —          | tip1        | —           | 22           | 48           | 3× Platina in Nederland                         |
| Zeg dat niet (met Ronnie Flex)                                     | 7 april 2015      | New wave (van New Wave)             | tip94      | —          | 37          | 3           | 34           | 38           | Dubbelplatina in Nederland                      |
| No go zone (met Jandro, Idaly, Bokoesam, Def Major en Ronnie Flex) | 7 april 2015      | New wave (van New Wave)             | —          | —          | —           | —           | 38           | 28           | Dubbelplatina in Nederland                      |
| Hoog / laag (met Ronnie Flex, Idaly, Bokoesam en Jonna Fraser)     | 7 april 2015      | New wave (van New Wave)             | —          | —          | —           | —           | 67           | 9            | Platina in Nederland                            |
| Dom dom dom (met Bokoesam en Cartiez                               | 7 april 2015      | New wave (van New Wave)             | —          | —          | —           | —           | 98           | 1            | Goud in Nederland                               |
| Round & round (met Dyna, F1rstman en Bollebof)                     | 28 augustus 2015  | —                                   | —          | —          | 19          | 10          | 11           | 31           | Dubbelplatina in Nederland                      |
| Alleen (met Giocatori, Ronnie Flex en Sjaak)                       | 15 januari 2016   | —                                   | —          | —          | —           | —           | 53           | 8            |                                                 |
| Niet omdat het moet (met Ronnie Flex)                              | 12 februari 2016  | WOP!                                | 38         | 2          | 3           | 10          | 1 (1 wk)     | 17           | 3× Platina in Nederland                         |
| 1, 2, 3 (met Ronnie Flex)                                          | 12 februari 2016  | WOP!                                | tip30      | —          | 5           | 8           | 3            | 15           | Dubbelplatina in Nederland                      |
| Bel me op (met Ronnie Flex)                                        | 12 februari 2016  | WOP!                                | —          | —          | —           | —           | 9            | 11           |                                                 |
| Bericht (met Frenna)                                               | 12 februari 2016  | WOP!                                | —          | —          | —           | —           | 14           | 9            |                                                 |
| Stripclub (met Ronnie Flex)                                        | 12 februari 2016  | WOP!                                | —          | —          | —           | —           | 15           | 11           |                                                 |
| Mist & regen (met Ronnie Flex)                                     | 12 februari 2016  | WOP!                                | —          | —          | tip8        | —           | 16           | 8            |                                                 |
| Zeg dat niet (Jack $hirak remix) (met Ronnie Flex)                 | 12 februari 2016  | WOP!                                | —          | —          | —           | —           | 18           | 12           |                                                 |
| Goud                                                               | 12 februari 2016  | WOP!                                | —          | —          | —           | —           | 20           | 9            | Goud in Nederland                               |
| Zonder reden (met Ronnie Flex)                                     | 12 februari 2016  | WOP!                                | —          | —          | —           | —           | 21           | 5            |                                                 |
| Zoveel                                                             | 12 februari 2016  | WOP!                                | —          | —          | —           | —           | 22           | 6            |                                                 |
| [Skit] Drank & drugs in de Tweede Kamer                            | 12 februari 2016  | WOP!                                | —          | —          | —           | —           | 35           | 2            |                                                 |
| Belazerd (met Glowinthedark, SFB en Philly Moré)                   | 27 mei 2016       | Lituatie (van Glowinthedark en SFB) | —          | —          | —           | —           | 45           | 13           |                                                 |
| Vakantie                                                           | 5 augustus 2016   | —                                   | tip15      | —          | 32          | 3           | 12           | 9            | Platina in Nederland                            |
| Ff nieuwe Sannie halen (Vakantie Remix) (met Mula B)               | 10 oktober 2016   | —                                   | —          | —          | —           | —           | 75           | 2            |                                                 |
| Bijna (met Hef)                                                    | 23 december 2016  | Ruman (van Hef)                     | —          | —          | —           | —           | 69           | 2            |                                                 |
| Je gaat zo dik                                                     | 24 februari 2017  | —                                   | tip        | —          | tip2        | —           | 18           | 4            | Goud in Nederland                               |
| Wejoow (met Boef)                                                  | 17 maart 2017     | Slaaptekort (van Boef)              | —          | —          | —           | —           | 6            | 14           |                                                 |
| Alleen                                                             | 14 april 2017     | Alleen                              | 12         | 13         | 5           | 9           | 2            | 38           | 4× Platina in Nederland en platina in België    |
| 4x duurder (met SBMG en DJ Stijco)                                 | 5 mei 2017        | —                                   | tip20      | —          | 9           | 9           | 2            | 28           | 3× Platina in Nederland                         |
| Succesvol                                                          | 23 mei 2017       | Alleen                              | —          | —          | —           | —           | 13           | 7            | Platina in Nederland                            |
| Krantenwijk (met Boef)                                             | 23 mei 2017       | Alleen                              | 4          | 21         | 4           | 13          | 1 (5 wkn)    | 43           | 7× Platina in Nederland en platina in België    |
| Halen & trekken (met Jonna Fraser)                                 | 26 mei 2017       | Alleen                              | —          | —          | —           | —           | 8            | 10           | Platina in Nederland                            |
| Liegen voor jou                                                    | 26 mei 2017       | Alleen                              | —          | —          | —           | —           | 10           | 15           | Platina in Nederland                            |
| Kleine jongen                                                      | 26 mei 2017       | Alleen                              | tip40      | —          | —           | —           | 14           | 14           | Platina in Nederland                            |
| Commotie                                                           | 26 mei 2017       | Alleen                              | —          | —          | —           | —           | 15           | 5            | Goud in Nederland                               |
| Volume                                                             | 26 mei 2017       | Alleen                              | —          | —          | —           | —           | 17           | 9            | Platina in Nederland                            |
| Vliegtuig                                                          | 26 mei 2017       | Alleen                              | —          | —          | —           | —           | 21           | 6            | Goud in Nederland                               |
| Nooit meer / ooit weer                                             | 26 mei 2017       | Alleen                              | —          | —          | —           | —           | 24           | 5            | Goud in Nederland                               |
| Wat een tijd om te leven                                           | 26 mei 2017       | Alleen                              | —          | —          | —           | —           | 32           | 4            |                                                 |
| Loterij (met Ronnie Flex)                                          | 23 juni 2017      | Alleen                              | 29         | 11         | 15          | 12          | 2            | 39           | Driemaal platina in Nederland en goud in België |
| Net iets meer (met Bokoesam)                                       | 23 juni 2017      | Alleen                              | —          | —          | tip4        | —           | 14           | 35           | Dubbelplatina in Nederland                      |
| Gemaakt voor dit                                                   | 23 juni 2017      | Alleen                              | —          | —          | —           | —           | 23           | 8            | Platina in Nederland                            |
| Jongens van de stad                                                | 23 juni 2017      | Alleen                              | —          | —          | —           | —           | 24           | 2            | Goud in Nederland                               |
| Batterij (met Hef)                                                 | 23 juni 2017      | Alleen                              | —          | —          | —           | —           | 34           | 2            | Goud in Nederland                               |
| Opladen / loslaten                                                 | 23 juni 2017      | Alleen                              | —          | —          | —           | —           | 46           | 2            | Goud in Nederland                               |
| Jij & ik                                                           | 23 juni 2017      | Alleen                              | —          | —          | —           | —           | 50           | 1            | Goud in Nederland                               |
| Laat me                                                            | 23 juni 2017      | Alleen                              | —          | —          | —           | —           | 56           | 1            |                                                 |
| 1.5                                                                | 23 juni 2017      | Alleen                              | —          | —          | —           | —           | 62           | 1            |                                                 |
| Loyaal voor het spelletje 2 (met Heinek'N)                         | 23 juni 2017      | Alleen                              | —          | —          | —           | —           | 75           | 1            |                                                 |
| Volg me (met Ronnie Flex en Mr. Polska)                            | 25 augustus 2017  | Rémi (van Ronnie Flex)              | —          | —          | —           | —           | 34           | 2            | Goud in Nederland                               |
| Patsergedrag (met Sevn Alias en Boef)                              | 29 september 2017 | Picasso (van Sevn Alias)            | 21         | 19         | 9           | 12          | 1 (4 wkn)    | 29           | 3× Platina in Nederland en goud in België       |
| Hop hop hop (met Mr. Polska)                                       | 25 december 2017  | —                                   | tip28      | —          | tip5        | —           | 29           | 4            |                                                 |
| 1 op jou (met Sjaak en Sidney Samson)                              | 16 maart 2018     | THOP (van Sjaak en Sidney Samson)   | —          | —          | —           | —           | 54           | 2            |                                                 |
| Beetje moe (met Kevin en Chivv)                                    | 23 maart 2018     | Lente (van Kevin)                   | tip26      | —          | 15          | 9           | 1 (1 wk)     | 21           | Platina in Nederland                            |
| Ze willen mee (met Hardwell, Bizzey en Chivv)                      | 30 maart 2018     | —                                   | tip        | —          | 14          | 10          | 4            | 24           | Dubbelplatina in Nederland                      |
| Gedrag (met SBMG)                                                  | 18 mei 2018       | Metro 53 (van SBMG)                 | tip15      | —          | tip1        | —           | 3            | 12           | Platina in Nederland                            |
| Miljonair (met $hirak, SBMG, Boef en Ronnie Flex)                  | 13 juli 2018      | —                                   | 25         | 10         | 6           | 12          | 1 (4 wkn)    | 30           | Dubbelplatina in Nederland                      |
| Verleden tijd (met Frenna)                                         | 7 september 2018  | Francis (van Frenna)                | 7          | 18         | 1 (6 wkn)   | 13          | 1 (5 wkn)    | 56           | 4× Platina in Nederland en platina in België    |
| Het geluid                                                         | 9 april 2019      | Jongen van de straat                | tip20      | —          | tip7        | —           | 2            | 8            | Goud in Nederland                               |
| Dichterbij je                                                      | 3 mei 2019        | Jongen van de straat                | 44         | 3          | tip1        | —           | 1 (1 wk)     | 22           | Platina in Nederland                            |
| Rook                                                               | 24 mei 2019       | Jongen van de straat                | tip11      | —          | —           | —           | 5            | 12           | Goud in Nederland                               |
| Af en toe                                                          | 28 juni 2019      | Jongen van de straat                | tip12      | —          | —           | —           | 3            | 10           | Goud in Nederland                               |
| 4 life (met Jonna Fraser)                                          | 12 juli 2019      | Calma (van Jonna Fraser)            | tip        | —          | tip1        | —           | 10           | 25           | Platina in Nederland                            |
| Enkelsok (met Sevn Alias)                                          | 25 juli 2019      | Sirius (van Sevn Alias)             | —          | —          | tip20       | —           | 77           | 1            |                                                 |
| Vol                                                                | 8 augustus 2019   | —                                   | tip        | —          | —           | —           | 22           | 4            |                                                 |
| Je kent 't wel (met Chivv en Frsh)                                 | 23 augustus 2019  | 2 borden, 1 tafel (van Chivv)       | tip        | —          | tip3        | —           | 12           | 10           | Goud in Nederland                               |
| Blijven                                                            | 8 november 2019   | Jongen van de straat                | tip        | —          | tip14       | —           | 22           | 3            |                                                 |
| Joanne                                                             | 28 februari 2020  | Jongen van de straat                | tip        | —          | tip6        | —           | 13           | 10           | Goud in Nederland                               |
| Jongen van de straat                                               | 27 maart 2020     | Jongen van de straat                | tip9       | —          | 32          | 4           | 2            | 22           | Platina in Nederland                            |
| Vandaan (met Ronnie Flex)                                          | 3 april 2020      | Jongen van de straat                | —          | —          | —           | —           | 5            | 10           | Goud in Nederland                               |
| Zware pas (met Josylvio)                                           | 3 april 2020      | Jongen van de straat                | —          | —          | —           | —           | 8            | 1            |                                                 |
| Mij niet eens gezien (met Kris Kross Amsterdam en Yade Lauren)     | 24 juli 2020      | —                                   | —          | —          | 19          | 6           | 4            | 19           |                                                 |
| Dansen aan de gracht (met Dopebwoy)                                | 30 oktober 2020   | Hoogseizoen (van Dopebwoy)          | —          | —          | tip5        | —           | 14           | 28           | Platina in Nederland                            |
| Taka (met Yung Felix, Poke en Yemi Alade)                          | 13 november 2020  | —                                   | —          | —          | —           | —           | 100          | 1            |                                                 |
| Geen hype (met JoeyAK en Kevin)                                    | 12 maart 2021     | Bodemboy (van JoeyAK)               | tip        | —          | tip9        | —           | 7            | 10           | Goud in Nederland                               |
| Waar ik vandaan kom                                                | 9 april 2021      | Kleine                              | tip        | —          | tip17       | —           | 17           | 6            |                                                 |
| Standaard procedure (met Ronnie Flex)                              | 23 april 2021     | Kleine                              | tip33      | —          | —           | —           | 15           | 4            |                                                 |
| Regen                                                              | 27 april 2021     | Kleine                              | —          | —          | tip6        | —           | 4            | 10           | Goud in Nederland                               |
| Droom (met Lijpe)                                                  | 11 juni 2021      | Kleine                              | —          | —          | —           | —           | 16           | 4            |                                                 |
| Goed zien (met Josylvio)                                           | 11 juni 2021      | Kleine                              | —          | —          | —           | —           | 61           | 1            |                                                 |
| Oeh oeh baby (met Josylvio)                                        | 6 augustus 2021   | Vallen en opstaan (van Josylvio)    | —          | —          | tip19       | —           | 9            | 8            | Goud in Nederland                               |
| Uhuh (met $hirak, Ronnie Flex en Yssi SB)                          | 13 augustus 2021  | Altijd samen (van Ronnie Flex)      | 25         | 13         | 11          | 9           | 1 (2 wkn)    | 28           | Dubbelplatina in Nederland en platina in België |
| Gabber (met Tino Martin)                                           | 17 september 2021 | —                                   | —          | —          | tip13       | —           | 22           | 4            |                                                 |
| Done done (met Jack $hirak en Jonna Fraser)                        | 8 oktober 2021    | Talou (van Jack $hirak)             | —          | —          | tip18       | —           | 17           | 4            |                                                 |
| Jongens van plein (met JoeyAK)                                     | 28 januari 2022   | Ibiza Stories                       | —          | —          | tip12       | —           | 2            | 8            | Goud in Nederland                               |
| Honderd ruggen                                                     | 28 januari 2022   | Ibiza Stories                       | —          | —          | —           | —           | 5            | 5            |                                                 |
| Schaap & Citroen (met JoeyAK)                                      | 28 januari 2022   | Ibiza Stories                       | —          | —          | —           | —           | 6            | 4            |                                                 |
| Nacht op Ibiza (met Rotjoch, Adje en Hef)                          | 4 augustus 2022   | Float (van Rotjoch)                 | —          | —          | —           | —           | 99           | 1            |                                                 |
| Herinnering (met Boef)                                             | 9 februari 2023   | Luxeprobleem (van Boef)             | 23         | 3          | 12          | 6           | 1 (2 wkn)    | 16           | Goud in Nederland                               |
| Alleen (weer)                                                      | 24 maart 2023     | —                                   | —          | —          | tip19       | —           | 14           | 3            |                                                 |
| Pornstar martini (met $hirak, Cristian D en Boef)                  | 26 mei 2023       | —                                   | 45         | 3          | 19          | 5           | 1 (1 wk)     | 18           | Goud in Nederland                               |
| Johnny (met Mula B en $hirak)                                      | 26 januari 2024   | —                                   | —          | —          | tip11       | —           | 19           | 3            |                                                 |